# 3759 Piironen
3759 Piironen је астероид главног астероидног појаса са пречником од приближно 32,15 .
Афел астероида је на удаљености од 3,035 астрономских јединица (АЈ) од Сунца, а перихел на 2,403 АЈ.
Ексцентрицитет орбите износи 0,116, инклинација (нагиб) орбите у односу на раван еклиптике 13,058 степени, а орбитални период износи 1637,914 дана (4,484 године).
Апсолутна магнитуда астероида је 11,90 а геометријски албедо 0,029.
Астероид је откривен 8. јануара 1984. године.